# Jean-Luc Coatalem
Jean-Luc Coatalem (París, 18 de septiembre de 1959) es un periodista francés y escritor.

## Biografía
En la estela de una familia de oficiales, Jean-Luc Coatalem pasó su infancia en la Polinesia y su adolescencia en Madagascar. Las incesantes mudanzas le dieron el gusto de estar en otra parte y lo harían bulímico de viajes y reportajes.
De vuelta a París, trabajó en el mundo editorial y luego fue reportero tras los pasos de Francisco Coloane, Nicolas Bouvier o Ella Maillart para Grands Reportages, le Figaro Magazine y Géo, lo que le abrió un puesto de redactor jefe adjunto. Exploró cerca de ochenta países, "a pie, a caballo, en ultraligero y en rompehielos". En particular, realizó dos relatos sobre la Isla de Chiloé, en Chile, y el Labrador, que llamaron la atención sobre él.
Llegando a la treintena, este viajero, novelista, escritor y ensayista para quien "todo viaje termina en los libros y todo parte de una lectura", publicó narraciones errantes (Mission au Paraguay, Suite indochinoise...) y novelas de humor (Capitaine, Le Fils du fakir).
En 1992 fue, junto con Nicolas Bouvier y Gilles Lapouge, uno de los nueve firmantes del "Manifiesto por una literatura itinerante", publicado bajo los auspicios de Michel Le Bris.
En 2001, Je suis dans les mers du Sud, un ensayo muy personal que extrajo de una investigación sobre Paul Gauguin, fue distinguido con numerosos premios, entre ellos el Prix Breizh 2002 y fue traducido al inglés y al chino. Confirmó su notoriedad dos años después con una oda a la geografía y al vagabundeo, La consolation des voyages.
Jean-Luc Coatalem ya no duda en acercarse a la escritura intimista. Il faut se quitter déjà, publicado en 2008, es el relato melancólico de un amor no apasionado que vaga entre Buenos Aires y Montevideo. Le Dernier roi d'Angkor, inspirado en la difícil adopción de un huérfano camboyano, evoca el desgarro indescriptible de un pasado abolido.
Después de que Le Gouverneur d'Antipodia, publicado en Le Dilettante [fr] en 2012, recibiera el Premio Roger Nimier, publicó Nouilles froides à Pyongyang, una narración insólita bajo la dictadura de Kim Jong-Il. Su última obra, Fortune de mer, fue publicada por la editorial Stock en 2015.
Apasionado por el arte y el diseño gráfico, participó paralelamente en obras o catálogos en torno al escultor Denis Monfleur en ediciones la Table ronde, al pintor François Dilasser en ediciones La Navire, pero también desarrolló una fructífera colaboración con su cómplice y amigo Jacques de Loustal. Firmaron conjuntamente tres álbumes con Casterman.

## Trabajos
- 1988: Zona tropicale, Le Dilettante
- 1989: Fièvre jaune, Le Dilettante
- 1991: Capitaine, Flammarion
- 1992: Triste sire, Le Dilettante
- 1992: Affaires indigènes, Groupe Flammarion
- 1993: Suite indochinoise, Le Dilettante
- 1994 :Villa Zaouche, Grasset
- 1995: Tout est factice, Grasset
- 1996: Concesión 126, Éditions du Rocher
- 1997: Les Horizontes de Pretendientes, Le Dilettante
- 1998: Paraguay de Misión, fr [fr] Voyageurs
- 1998: Le Fils du fakir, Grasset
- 2001: Je suis dans les mers du Sud, Grasset[10]
- 2004: La consuelo des viajes, Grasset
- 2008: Il faut se quitter déjà, Grasset
- 2010: Le Dernier roi d'Angkor, Grasset
- 2012: Le gouverneur d'Antipodia, Le Dilettante[11]
- 2013: Nouilles froides à Pyongyang, Grasset[12]
- 2013: Avec les Indiens du bout du monde - Les sept viajes du fr [fr] au Cuerno de Gorra, en Aventuriers du monde - Les archivos des explorateurs français, 1827-1914., p. , Éditions de l'Iconoclaste,  .
- 2015: Fortuna de mer, Stock[13]

## Distinciones
- 1998: Bourse Cino del Duca
- 2001: Prix Amerigo Vespucci, Prix Tristan Corbière
- 2002: Prix des Deux Magots, Prix Breizh
- 2012: Prix Roger Nimier para Le gouverneur d'Antipodia, Éditions Le Dilettante.[14]
- 2012: Prix des lecteurs de Le Maine Libre